# Iván Raña

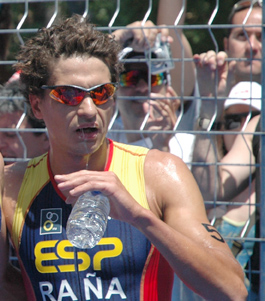
Iván Raña

Iván Raña Fuentes, född 10 juni 1979 i Ordes, La Coruña, är en spansk triathlete och tävlingscyklist.
Raña deltog i sin första Olympiska spel i Sydney 2000 och han slutade femma med en totaltid på 1:49:10.88 i triathlon.
Under årer 2000 vann han världsmästerskapen, europamästerskapen och nationstiteln i idrotten. Hans vinst i världsmästerskapen i Cancún, Mexiko, var Spaniens första guldmedalj i triathlon.
På världsmästerskapen 2003 slutade spanjoren på silverplatsen bakom australiern Peter Robertson. På världsmästerskapen i Madeira 2004 slutade Iván Raña mindre än en sekund bakom segraren Bevan Docherty. Iván Raña gjorde ett misslyckat lopp på de Olympiska sommarspelen 2004 och slutade på en 23:e plats med en tid på 1:55:44.27. 
Bättre gick det på de Olympiska sommarspelen 2008 i Peking där han slutade på femte plats. I december 2008 skrev Iván Raña på ett kontrakt med cykelstallet Xacobeo-Galicia under ett år. Han tänkte dock fortsätta att satsa på de Olympiska sommarspelen 2012 i London.